# Fusil Sharps
Le fusil Sharps, à un coup et à chargement par la culasse, fut conçu en 1848 par l'armurier nord-américain Christian Sharps (en). Il est basé sur un mécanisme de fermeture de culasse dit « à bloc tombant », très fiable et robuste. Les fusils Sharps, qui ont existé dans une grande variété de versions et de calibre, ont toujours eu (et ont encore) une réputation de grande fiabilité et de haute précision.

## Lefusil militaireSharps

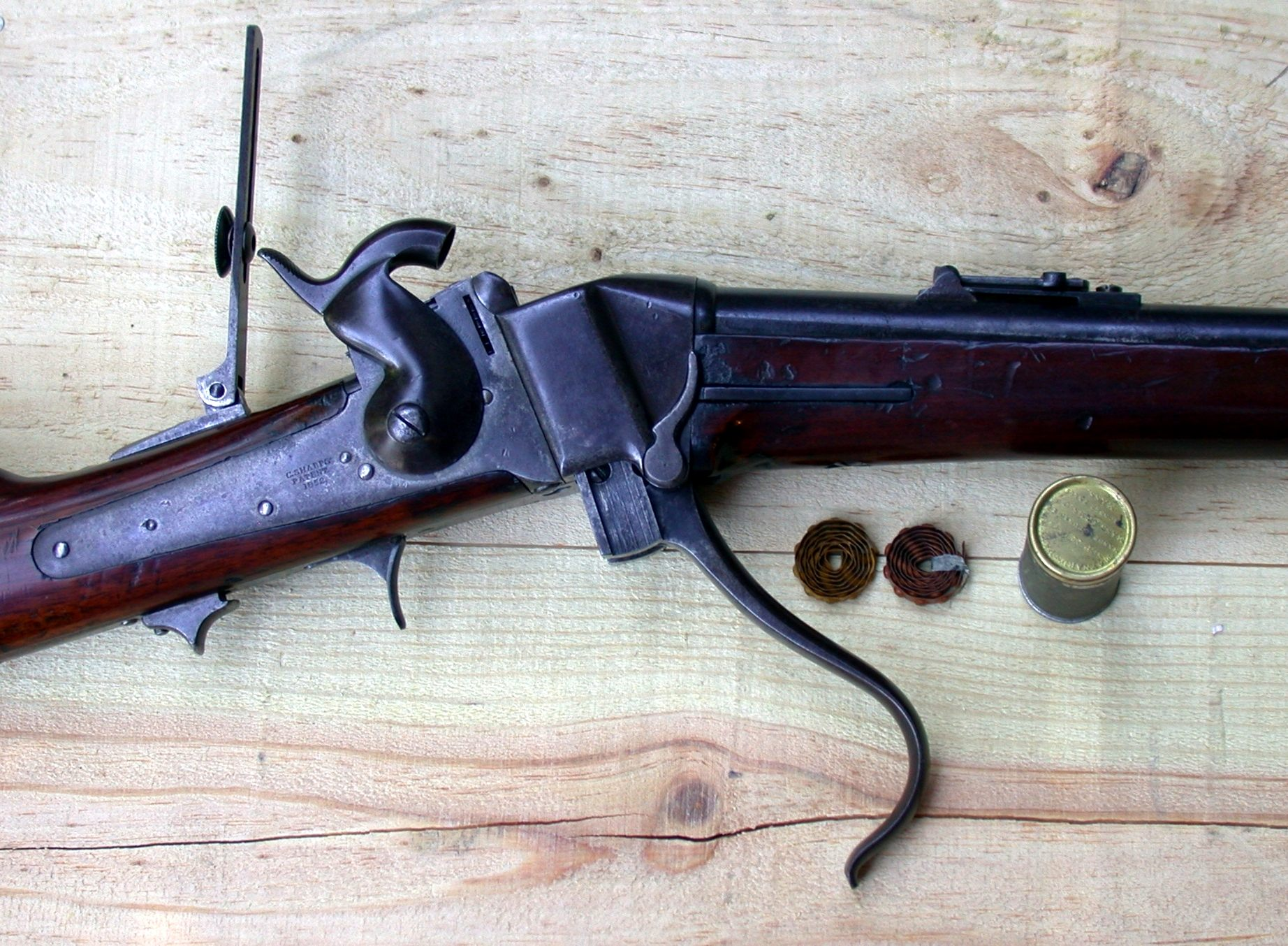
Sharps Model 1852. La culasse à bloc tombant est ouverte. Noter la mire du type « œilleton micrométrique Creedmore » (utilisée avant que les lunettes de tir ne la rendent obsolète), et les bandes d'amorces spéciales.

Le fusil Sharps, produit à partir de 1848 par la Sharps Rifle Manufacturing Company à Hartford, Connecticut fut utilisé pendant et après la guerre de Sécession.
En décembre 1861 (huit mois après le début de la guerre, et alors que les revers accumulés par les Nordistes rendaient évidente la nécessité d'un sursaut), Hiram Berdan, l'expert en armes d'épaule individuelles du War department Unioniste, se vit confier la mission d'essayer le fusil militaire à répétition Spencer, qui pouvait tirer 7 coups d'affilée. Mais l'étui d'une cartouche Spencer se fissura pendant le tir, et des gaz chauds furent projetés vers les yeux de l'expert. Berdan déclara alors qu'il préférait le fusil Sharps, dont les qualités étaient, elles, bien connues depuis 1848. Mais la troupe avait besoin d'un fusil à répétition qui puisse dépasser le Springfield Model 1855 et son descendant le fusil Springfield Model 1861, certes efficaces, mais à un coup, et le Sharps nécessitait d'être rechargé, fût-ce par la culasse, après chaque tir ; aussi les autorités unionistes finirent-elles par choisir le fusil Spencer.
Par contre, son prix (dû à la qualité de son usinage), son poids (9,5 lb, soit 4,3 kg), sa longueur (47 inches soit 1,20 m), sa précision à grande distance, sa cadence de tir élevée (il pouvait tirer 8 coups par minute, voire 10 entre des mains entrainées) et aussi sa fiabilité firent que Hiram Berdan recommanda aux membres du Federal Ordinance Department qu'on réserve le fusil Sharps aux tireurs d'élite sélectionnés dans les rangs des soldats unionistes, tireurs qu'il organisa d'ailleurs en 2 régiments d'US Sharpshooters.
Dans sa version standard (il y eut de très nombreuses versions en différents calibres, souvent personnalisées à la demande, surtout en ce qui concerne les organes de visée), le fusil Sharps était de calibre .52 (13,2 mm) et chambrait une cartouche de papier contenant 80 grains (5,2 g) de poudre noire . À la bouche du canon la balle de plomb de 370 grains atteignait une vitesse de 1 200 ft/s (370 m/s).
Malgré les performances balistiques modestes (selon les concepts actuels) du projectile, le Sharps était reconnu comme très efficace à 500 yards (460 m), et autorisant de bons scores à 1 000 yards (910 m) entre les mains d'un tireur d'élite. Par ailleurs il pouvait être rechargé facilement par un tireur couché (position favorite du sniper), alors que le rechargement par la bouche d'un rifled musket est difficile et long dans cette position.
Au deuxième jour de la bataille de Gettysburg, un détachement du 2nd U.S. Sharpshooters, armé de fusils Sharps, se trouvait sur l'éminence hautement stratégique de Little Round Top. Placés derrière un mur de pierre sèche par le colonel Joshua Lawrence Chamberlain et bien cachés, les tireurs d'élite ont semé la confusion parmi les sudistes d'Alabama et du Texas qui se retiraient après la contre-attaque victorieuse menée à la baïonnette par les soldats du 20th Maine Volunteer Infantry Regiment. Ils ont donc contribué à décourager les attaques sudistes sur cette portion sensible de la ligne de défense unioniste : le fait que les nordistes aient conservé Little Round Top, qui commandait le flanc gauche de leur ligne de défense, est, selon les historiens[Lesquels ?] un des facteurs de la victoire unioniste à Gettysburg.
Pour contrer le Sharps, les sharpshooters confédérés utilisaient un fusil de précision acheté au Royaume-Uni, le fusil Whitworth. Peut-être fut-ce avec ce matériel que fut tué le général John Sedgwick, à 1 000 yards de distance, lors de la bataille de Spotsylvania. À moins que, mettant le comble à l'ironie, le tireur sudiste n'ait utilisé un Sharps pris à l'ennemi : les sudistes utilisaient beaucoup d'armes (et de fournitures diverses) « concédées par les Yankees ».
À noter que les fusils Sharps furent surnommés Beecher's bibles (Bibles de Beecher) : en 1856 le révérend Henry Ward Beecher (frère de Harriet Beecher Stowe, auteur de La Case de l'oncle Tom) envoyait à ses amis anti-esclavagistes du Kansas des caisses qui étaient marquées « bibles » alors qu'elles contenaient des fusils Sharps.

## Lacarabine militaireSharps

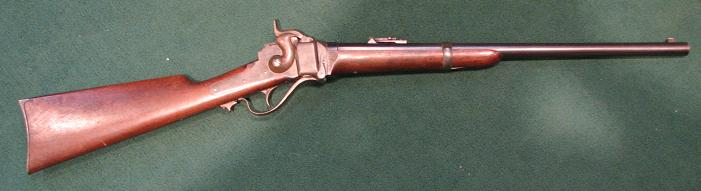
Sharps Carbine de 1863

Très populaire dans la cavalerie de chaque camp (moins cependant que la carabine Spencer à 7 coups), et bien plus répandue que la version fusil militaire) la carabine Sharps à un coup était une version allégée et raccourcie du fusil. La brièveté du mécanisme « à bloc tombant » permettait une longueur de canon malgré tout correcte, donc une détonation et un recul moins forts et une assez bonne précision. De plus le problème de l'amorce (difficile à prendre dans une giberne et à placer sur la cheminée quand on est à cheval, surtout avec des gants…) était résolu par une caractéristique technique des Sharps, un amorceur « automatique » : une amorce était poussée hors d'un réceptacle situé contre le boitier et placée sur la cheminée chaque fois que le tireur armait le chien.
Les fusils militaires Sharps et les carabines civiles, très précis, furent, après la guerre de Sécession, très facilement transformés pour utiliser la cartouche métallique à percussion centrale, inventée en 1871,.45-70 Gvt.
Le Sharps devint alors bien plus fiable que les Springfields transformés avec leur mécanisme trapdoor (porte de cave), d'où leur grande popularité lors des guerres indiennes de la fin du XIXe siècle.

## Les dérivés civils du fusil Sharps

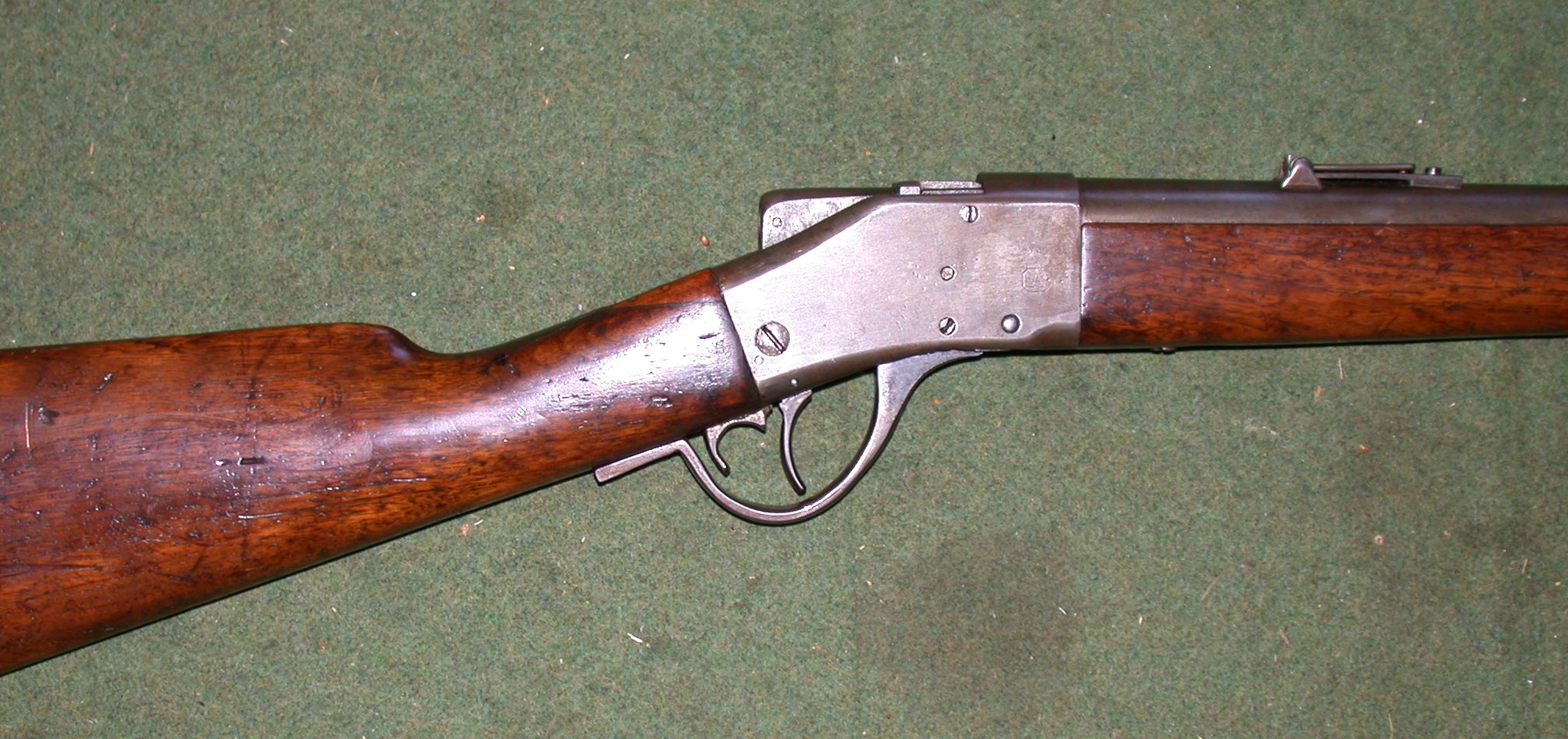
Culasse de Sharps-Borchardt Model 1878 : le chien a été incorporé à l'intérieur du mécanisme.

Après la fin de la guerre de Sécession, les surplus (environ 100 000 Sharps avaient été produits) furent souvent transformés en armes de tir sportif à longue distance ou en armes de chasse.
La production de Sharps civils continua cependant un certain temps, jusqu'au Sharps-Borchardt Model 1878 (en)ui fut le dernier fleuron produit par la firme Sharps avant sa fermeture en 1881. Toujours à un coup et à bloc tombant, mais hammerless (à chien interne) , il chambrait les plus puissantes cartouches à percussion centrale destinées au grand gibier. Il arriva trop tard pour parachever l'extinction des bisons, qui avait déjà eu lieu.
Les fusils Sharps neufs ou reconvertis destinés en particulier aux chasseurs de bisons pouvaient tirer les plus puissantes cartouches à poudre noire connues, comme la .50-90 Sharps. Ces cartouches surpuissantes (balle de plomb de calibre .50, propulsée par 90 grains de poudre noire) qui étaient destinées au bison (buffalo) avaient un étui à rebord, long de 2,5 inches (64 mm : le mécanisme à bloc tombant ne limite pas la longueur des cartouches), et de forme quasi cylindrique, facile à recharger, même au campement.
L'efficacité des armes des chasseurs de bisons et le massacre qui s'ensuivit entraina des réactions de désespoir de la part des amérindiens : seconde bataille d'Adobe Walls en 1874, et guerre des chasseurs de bisons en 1877.
Lors de la seconde bataille d'Adobe Walls, quand l'assaut des Comanches arrivait au contact des murs du poste, les chasseurs de bisons assiégés utilisaient des armes courtes, puis ils tiraient avec leurs Sharps sur les Amérindiens en retraite. Au 3e jour du siège, alors que les Comanches se préparaient à l'assaut, un éclaireur nommé Bill Dixon, qui était armé d'un fusil Sharps, tua un guerrier à 1 538 yards de distance. Les Amérindiens abandonnèrent alors le siège du petit poste d'Adobe Walls.

## De nos jours

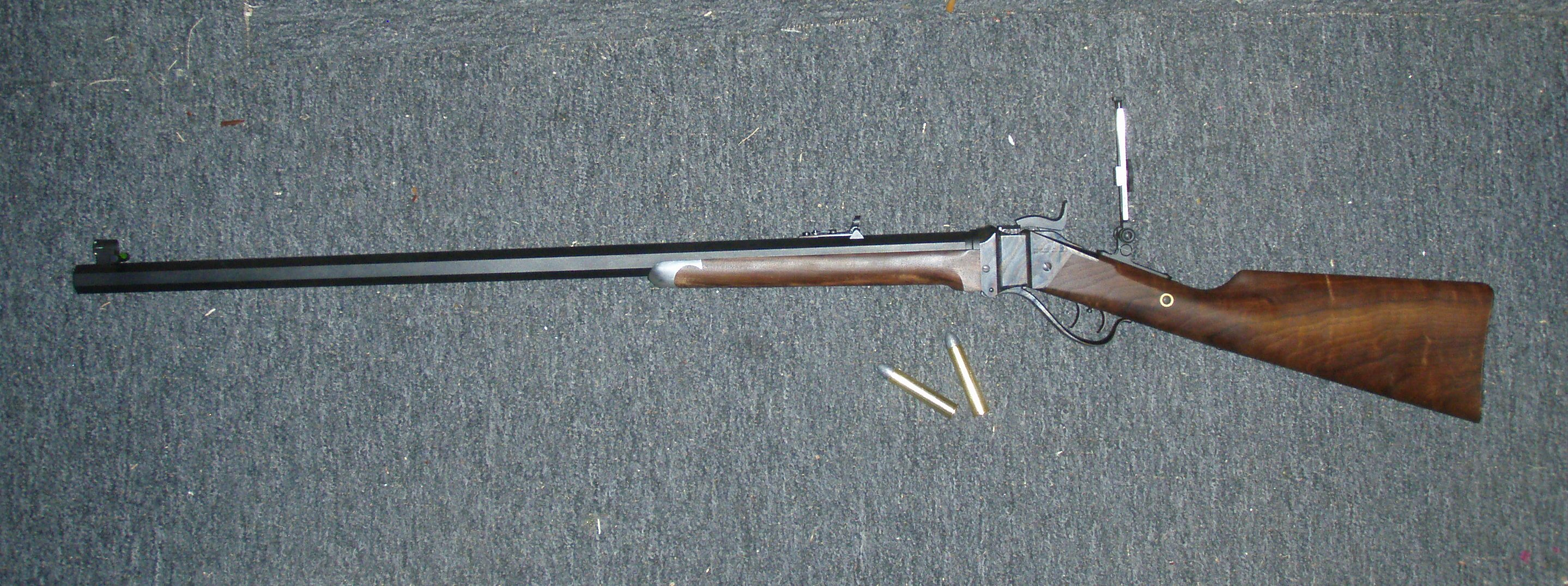
Ce Shiloh Sharps récemment produit par la firme Sharps Rifle Manufacturing Company de Big Timber (Montana) est une reproduction luxueuse du Sharps Model 1874. Noter la mire dépliée pour le tir à longue distance, et les 2 cartouches .59-90 à poudre noire.

Une survivance des pratiques de la fin du XIXe siècle et du début du XXe siècle : avec des armes à bloc tombant (Sharps originaux ou copies), le tir à 100 yards avec une mire micrométrique de type Creedmore, et le tir à 500 m sur silhouettes métalliques - ou le Quigley Match (voir infra).